# Agudos

Vị trí Agudos trong bản đồ bang São Paulo

Agudos là một đô thị ở bang São Paulo, Brasil. Thành phố này có dân số (năm 2007) là 34.221 người, diện tích là 967,591 km², mật độ dân số 35,3 người/km². Agudos nằm ở độ cao 580 m, cách thủ phủ bang São Paulo 330 km. Đô thị này nằm ở khu vực khí hậu cận nhiệt đới. Theo điều tra năm 2000, đô thị này có chỉ số phát triển con người 0,786, tuổi thọ bình quân năm 70,79 năm, tỷ lệ biết đọc biết viết là 91,39%, tỷ lệ sinh là 2,23 con/bà mẹ, tỷ lệ tử vong trẻ dưới 1 tuổi là 16,67/1 triệu. Kinh tế chủ yếu là công-nông nghiệp.
Đô thị này giáp các đô thị: Bauru, Lençóis Paulista, Pederneiras, Borebi, Piratininga, Cabrália Paulista, Paulistânia.